# 醉拳II
《醉拳II》，是一部於1994年上映的香港功夫片，是1978年電影《醉拳》的續集。劉家良執導，由陳勳奇擔任執行導演，成龍、梅艷芳、狄龍、黃日華、劉家良、盧惠光、錢嘉樂、蔣志光、劉德華、翁虹、關秀媚、陳慧儀等人主演。梅艷芳的后母角色為電影增添了許多喜劇元素，演出備受讚賞，是電影的一大亮點。片尾的決鬥場面超過十分鐘，成龍與成家班成員之一的盧惠光有一段對手戲。該片於2015年被美国《時代雜誌》評為「百大不朽電影」之一。

## 劇情
在東北一個火車站裡，黃飛鴻和他的父親、家傭雞骨草準備搭火車，給他們的客戶送一包高檔的人蔘。為了逃避軍閥所設之關稅，於是黃飛鴻暗中將購得之人蔘混入英領事館人員行李裡夾帶通關。
在火車暫停的時候，黃飛鴻再到頭等艙的行李車廂取那個行李。但是行李卻被滿州軍官取走，飛鴻趕緊追上去用醉拳對付他，但完全不是對手，軍官還說他的醉拳弱得殺不死人，飛鴻亦因此取錯行李。在返回火車上後，英領事館人員發覺珍貴的玉璽被盜，派人逐一檢查旅客行囊，黃飛鴻這才發現錯拿了裝著玉璽的包裹，幸虧富有同情心的張學良碰巧在旁，他干預了搜查，讓包裹沒有被查到。英國領事本來是打算走私中國古董到大英博物館，但少了玉璽，價值就大打折扣。領事還要他的手下譚昌及亨利讓當地鋼鐵廠的工人加夜班，亨利把不服的工人痛打了一頓。
在黃飛鴻等人回家後，陳老闆登門要取人蔘，無計可施的飛鴻只好挖他父親的盆栽，拿樹根代替人蔘。之後飛鴻的繼母把項鍊賣給朋友，藉此換錢買人蔘給陳老闆，這讓黃麒英的友人誤會寶芝林有財務困難。亨利和他的手下發現此事後誤以為她們在交易玉璽，飛鴻趕緊追上去痛打他們，還順帶喝了幾瓶酒，使了醉拳替寶芝林打廣告。黃麒英聞訊後大發雷霆，他痛斥黃飛鴻在公眾場合違背父命使用醉拳、還發現他拿樹根當假藥，嚴重敗壞自己的聲譽。氣得和他斷絕關係，將他扔出家門。
黃飛鴻找了間餐館藉酒消愁，約翰帶著亨利和大票人馬來復仇，但黃飛鴻醉得無力還手，他的友人阿燦使出蔡李佛拳前來助陣也無法招架。次日一早，黃麒英發現黃飛鴻被剝光了吊在牌坊上示眾，胯下還掛著寫有「醉拳之王」的卷軸。黃麒英把兒子帶了回去，並解釋醉拳武術家通常難以找到適當的適當的飲酒量，因為黃飛鴻好打抱不平，怕他因酒誤事，才禁止他使用醉拳。夜裡，滿州軍官找上門來要玉璽，黃麒英認出他是滿州最後一個武舉人──福民祺，將他奉為上賓。次日在茶館裡，福民祺向黃飛鴻說明原委，希望他能一同守護國寶。忽地，一群斧頭幫的幫眾闖入要奪兩人性命，在長時間的激戰後，阿燦和黃飛鴻的其它友人也加入戰局，福民祺遭人槍殺，臨終之前，他希望黃飛鴻能奪回玉璽。
黃飛鴻和阿燦趁夜闖入領事館，雖然他們喬裝成衛兵，但還是失風被逮，不但被關在牢裡毒打一頓，還被拿來做為交換寶芝林土地的人質，黃麒英為了兒子只好妥協。之後，領事下令關閉鋼鐵廠，工人暗中調查後發現這是為了便於暗中運送中國骨董出海，黃飛鴻聞訊後和朋友到工廠內助拳。黃飛鴻接連解決了幾個小嘍囉，亨利對黃飛鴻而言不是難纏的對手，但約翰的腿功造詣非凡，踢擊十分迅猛刁鑽，黃飛鴻差點無法招架，危急時刻，他喝下廠裡的工業酒精，施展醉拳擊敗約翰。由於黃飛鴻守護國寶有功，寶芝林得以回歸黃家，可是黃飛鴻終究被工業酒精弄至雙目失明和精神錯亂。

## 演員表
| 演 員  | 角 色                 | 粵語配音 | 備 註              |
| 成龍   | 黃飛鴻                | 陳欣     |                    |
| 狄龍   | 黃麒英                | 周永光   |                    |
| 梅艷芳 | 黃麒英妻 (黃飛鴻繼母) | 陸惠玲   |                    |
| 黃日華 | 阿燦                  | 高翰文   | 蔡李佛傳人         |
| 劉家良 | 福民祺                | 源家祥   | 滿洲最後一位武舉人 |
| 何詠芳 | 阿芳                  | 何錦華   | 市場賣蛇女子       |
| 錢嘉樂 | 火生                  |          | 鋼鐵工廠工人       |
| 盧惠光 | 譚昌                  | 古明華   |                    |
| 蔣志光 | 雞骨草                | 羅君左   | 黃家管家           |
| 劉德華 | 張學良 (客串)         | 黃志成   | 東北少帥           |
| 董驃   | 督軍大人(客串)        | 董驃     |                    |

## 電影主題曲
- 成龍《醉拳》

## 獎項
| 頒獎典禮             | 獎項         | 名單           | 結果 |
| -------------------- | ------------ | -------------- | ---- |
| 第14屆香港電影金像獎 | 最佳剪接     | 張耀宗         | 提名 |
| 第14屆香港電影金像獎 | 最佳動作指導 | 劉家良、成家班 | 獲獎 |
| 第31屆金馬獎         | 最佳動作設計 | 劉家良、成家班 | 獲獎 |

## 外部連結
- 香港影庫上《醉拳2》的資料（繁體中文）
- 開眼電影網上《醉拳2》的資料（繁體中文）
- 豆瓣电影上《醉拳2》的資料 （简体中文）
- 时光网上《醉拳2》的資料（简体中文）
- 1905电影网上《醉拳II》的资料（简体中文）
- AllMovie上《醉拳2》的资料（英文）
- 爛番茄上《醉拳2》的資料（英文）
- 互联网电影数据库（IMDb）上《醉拳2》的资料（英文）